# Pteranthus dichotomus
Pteranthus dichotomus là loài thực vật có hoa thuộc họ Cẩm chướng. Loài này được Forssk. miêu tả khoa học đầu tiên năm 1775.